# O Povo (Ceará)
O Povo (estilizado O POVO) é um jornal brasileiro editado na cidade de Fortaleza, o mais antigo em circulação no Estado do Ceará. Pertence ao Grupo de Comunicação O Povo. Cobre notícias sobre política, economia, cidades, esportes, internacional, cultura, saúde, tecnologia, empregos, concursos, cursos etc. É o segundo jornal em número de tiragem no Estado, atrás apenas do Diário do Nordeste. Nenhum veículo cearense venceu mais o Prêmio ExxonMobil de Jornalismo: foram 14 conquistas, sendo oito na categoria Regional (1959, 1980, 1996, 1997, 1999, 2000, 2005 e 2006), cinco na categoria Criação Gráfica Nacional/Jornal (2002, 2005, 2010, 2013 e 2014) e um na categoria Nacional de Informação Tecnológica, Científica e Ecológica (2007).

## História

### 1925-1979
O Povo foi fundado em 7 de janeiro de 1928 pelo jornalista, odontólogo, poeta e político Demócrito Rocha. Seu nome foi escolhido em uma enquete entre o próprio público, realizado no jornal O Ceará, onde Demócrito Rocha trabalhava como redator. Em suas 16 páginas iniciais, o jornal trazia artigos da nata da intelectualidade cearense como Rachel de Queiroz, que na época assinava "Rita de Queluz", Antônio Drumond, Filgueiras Lima, Jáder Moreira de Carvalho, Suzana de Alencar Guimarães, Beni Carvalho e outros.
Um ano após a fundação, o então estudante de Direito Paulo Sarasate juntou-se ao jornal. Inicialmente redator-secretário, o futuro governador do Estado foi o braço-direito de Demócrito Rocha enquanto este esteve vivo. Ele se casou, em 1936, com a filha de Demócrito Rocha, Albanisa Sarasate — esta que presidiu o jornal entre 1974 e 1985. Após a morte de Demócrito Rocha, Sarasate foi o presidente do jornal, cargo que ocupou de 1948 a 1968. Ainda foram presidentes da empresa Creuza Rocha (1968 a 1974) e Demócrito Dummar (1985 a 2008). Luciana Dummar é a atual presidente do Grupo de Comunicação O Povo.

### 1980-1999

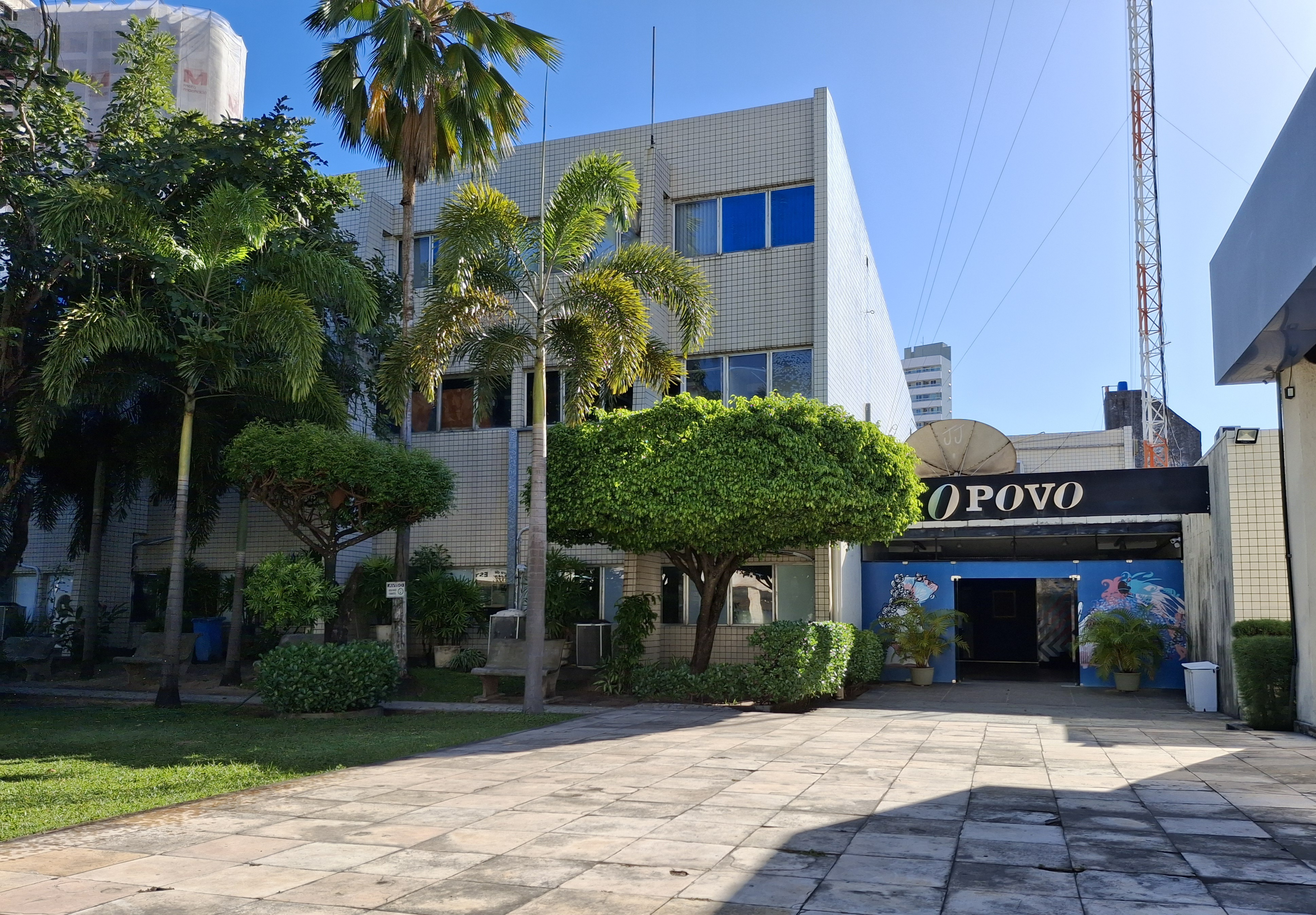
Fachada da sede do jornal em 2025

A partir dos final dos anos 1980, o jornal passou a implementar diversas inovações editoriais. Em 1989, publicou uma Carta de Princípios, elaborada por um conselho editorial composto por diretores do jornal e vários membros da sociedade civil, como a escritora Rachel de Queiroz, o jurista Paulo Bonavides e o ex-reitor da Universidade Federal do Ceará Paulo Elpídio de Menezes Neto. Dois anos depois, lança o Código de Ética da Empresa Jornalística O POVO. Em 1993, implementa a função de ombudsman, um profissional que tem como função analisar criticamente o jornal — em 2017, só O Povo e a Folha de S.Paulo mantinham o ofício.
Em 1997, lança o projeto Século XXI, em que adotou, pela primeira vez, um "projeto gráfico-editorial". Além da reformulação visual, O Povo passou por diversas mudanças conceituais, como o fim da editoria de Polícia, inversões na ordem dos cadernos (Cidades passou a abrir o jornal em vez de Política, por exemplo) e a criação de outras seções. Dentre as metas estipuladas no projeto estavam "ser um jornal reconhecido como principal mediador da sociedade", "ser um jornal com foco centrado, essencialmente, na vida de Fortaleza", e "ser o primeiro jornal de referência regional no País até o ano 2000".
Em 1999, instituiu o seu Conselho de Leitores. Formado por representantes da sociedade civil, o Conselho se reúne mensalmente para avaliar, criticar e sugerir pautas.
Em 1997, é fundado O POVO Online, versão digital do jornal. Em 2001, vai ao ar o portal NoOlhar.com, que traz como novidade a produção de conteúdo próprio. Em 2006, o NoOlhar.com é fundido ao O POVO Online. Em 2009, o site foi agregado ao UOL. A parceria com o portal acabou em 2010.

### 2000-presente
Em 2012, o jornal deixa de circular no Interior do Ceará, sendo comercializado apenas em Fortaleza.
Em 2018, o endereço online do jornal estava entre os 500 sites mais acessados do Brasil no Alexa. No mesmo ano, o Jornal O Povo completou 90 anos e fez uma reformulação em sua marca e também no jornal impresso mantendo a impressão em Standard de segunda a sábado, porém passando a adotar o formato Berlinense aos domingos. O portal O Povo Online também foi reformulado. Em novembro de 2019, o jornal lançou uma série de reportagens sobre os problemas financeiros do metrô. Foi feita em parceria com o jornal Correio (da Bahia).

## Linha Editorial
Como costumeiro aos jornais da época, O Povo nasceu como um jornal de forte teor panfletário. Era espaço para Demócrito Rocha fazer valer seus valores, como críticas aos "desmandos" do então presidente do Ceará, desembargador Moreira da Rocha. O jornal presta apoio à Revolução de 1930 e a Getúlio Vargas, embora, anos mais tarde, veja o movimento comandado por ele como autoritário, opondo-se ao Golpe de 1937. Na década de 1930, o jornal também manifestou apoio à Aliança Nacional Libertadora (ANL). Sob comando de Paulo Sarasate, o jornal se aproxima da UDN, partido ao qual o presidente da empresa era filiado.
O então diretor financeiro Osvaldo Euclides de Araújo conta que em 1989, no momento de confecção da Carta de Princípios, existia um consenso, endossado por Demócrito Dummar, de que o jornal deveria defender uma bandeira social-democrata. Rachel de Queiroz dissuadiu a ideia recordando que o fundador do jornal tinha ideias liberais, com certa simpatia pelo anarquismo. No fim das contas, o documento passou a mostrar o jornal como um defensor da liberdade de expressão, da democracia, da Justiça, da regionalidade e da modernidade. Já o Código de Ética da Empresa Jornalística O POVO, dentre outros, coloca como norte do jornal a "fiscalização da ação dos dos poderes públicos na defesa do interesse comunitário e da cidadania, na busca do equilíbrio político e no fortalecimento das instituições e liberdades democráticas". Ainda pontua ter como objetivo "informar e formar opinião consentânea com os valores da livre iniciativa".
Em editorial de 12 de abril de 2017, o jornal reforçou esses valores, ao comentar pesquisa feita pela Fundação Perseu Abramo: "Os resultados, em sua grande parte, coincidem com os valores que O POVO costuma defender em seus editoriais. No entanto, são opostos à prática política de nossos governantes tão afeitos a um estado com muitos tentáculos, caro e ineficiente. O recado que pode ser extraído da insuspeita pesquisa feita pela Fundação petista é o seguinte: a maioria vê virtudes na iniciativa privada e vícios nas tentações estatizantes".
Em 1992, documento secreto da Subsecretaria de Inteligência (SSI), do Governo Federal, descrevia O Povo como um jornal de "linha independente" e "liberal”. "Sempre concedeu espaço às esquerdas, tanto em nível de divulgação dos movimentos por esta patrocinados como mediante a concessão de empregos a militantes de organizações esquerdistas. Ao mesmo tempo, conferiu cobertura e plena divulgação a fatos de interesse dos segmentos liberal-conservadores ou até mesmo da direita radical. Dessa forma, pode conviver em harmonia com os governos do regime militar sem que isso provocasse antagonismo com os setores esquerdistas".

## Prêmios
Prêmio ExxonMobil de Jornalismo (Esso)
• 1980: Esso Regional Nordeste, concedido a Luis Sérgio Santos, pela reportagem e "Recém-nascidos são exportados". [34]
• 1996: Esso Regional Nordeste, concedido a Luciano Luque, Luzenor Oliveira e Equipe, pela obra "MÁFIA DA APOSENTADORIA"
- 1999: Esso Regional Nordeste, concedido a Ariadne Araújo e Equipe, pela obra "CASO CAMPELO - DOCUMENTOS INÉDITOS LIGAM DIRETOR DA PF A CASO DE TORTURA"[19]
- 2002: Esso de Criação Gráfica, na categoria jornal, concedido a Gil Dicelli Alencar, pela reportagem "Caderno Especial Patativa do Assaré"[20]
- 2005: Esso Regional Nordeste, concedido a Cláudio Ribeiro, Demitri Túlio, Luiz Henrique Campos, Flávio Pinto e Equipe, pela reportagem "Assalto ao Banco Central"[21]
- 2005: Esso de Criação Gráfica, na categoria jornal, concedido a Andrea Araújo e Gil Dicelli, pela reportagem "Amém - Karol Wojtyla"[21]
- 2006: Esso Regional 1, concedido a Demitri Túlio e Cláudio Ribeiro, pela reportagem "Assassinatos na Aeronáutica"[22]
- 2007: Esso de Informação Científica, Tecnológica e Ecológica, concedido a Cláudio Ribeiro, Demitri Túlio, Luiz Henrique Campos, Rafael Luis e Fátima Sudário, pela reportagem "Mares do Sertão"[23]
- 2010: Esso de Criação Gráfica, na categoria jornal, concedido a Gil Dicelli, pela obra "TRILOGIA INQUISIÇÃO - NO RASTRO DOS AMALDIÇOADOS"[24]

Outros
- 2011: Gabriela Silva Meneses ganhou o Prêmio Abramge de Jornalismo Domingo de Lucca Júnior[25]